# Kótaj
Kótaj är en ort i Ungern.   Den ligger i provinsen Szabolcs-Szatmár-Bereg, i den nordöstra delen av landet, 210 km öster om huvudstaden Budapest. Kótaj ligger 94 meter över havet och antalet invånare är 4 553.
Terrängen runt Kótaj är mycket platt. Runt Kótaj är det tätbefolkat, med 411 invånare per kvadratkilometer. Närmaste större samhälle är Nyíregyháza, 10,5 km söder om Kótaj. Runt Kótaj är det i huvudsak tätbebyggt.